# 足立元
足立 元（あだち げん、1977年 - ）は、日本の美術史学者。学位は修士（美術）（東京芸術大学・2002年）、博士（美術）（東京芸術大学・2008年）。専門は、日本近現代の美術史・視覚社会史。二松学舎大学文学部国文学科准教授。

## 来歴
東京藝術大学美術学部芸術学科卒業、同大学大学院美術研究科博士後期課程修了。日本学術振興会特別研究員PD、文化庁新進芸術家海外研修制度によるロンドン芸術大学チェルシー校客員研究員、女子美術大学・武蔵野美術大学非常勤講師などを経て、2025年現在、二松学舎大学文学部国文学科准教授。2024年3月より日本美術オーラル・ヒストリー・アーカイヴ共同代表。

## 著作
- 『前衛の遺伝子　アナキズムから戦後美術へ』（ブリュッケ、2012年）
- 『裏切られた美術　表現者たちの転向と挫折1910-1960』（ブリュッケ、2019年）
- 『新しい女は瞬間である　尾竹紅吉／富本一枝著作集』（皓星社、2023年、編著）
- 『アナキズム美術史　日本の前衛芸術と社会思想』（平凡社、2023年〔『前衛の遺伝子　アナキズムから戦後美術へ』（ブリュッケ、2012年）の増補新版〕）